# Doble en una esquina
«Doble en una esquina» es una canción del grupo de rock argentino Manal, compuesta por su baterista y vocalista Javier Martínez durante una breve reunión que tuvo el grupo en 1981. 

## Publicaciones
Se editó como sencillo únicamente para radiodifusión, y es la canción apertura del tercer álbum de estudio de la banda Reunión, de 1981 grabado durante una breve vuelta del trío. "Doble en una esquina" fue interpretada con relativa frecuencia durante sus actuaciones de 1981, y una grabación de la misma fue editada en Manal en Obras de 1982, un álbum que no contó con la autorización del grupo. Apareció en una compilación de 2014 titulada Obras cumbres.

## Créditos
Manal
- Javier Martínez: voz y batería
- Claudio Gabis: guitarra eléctrica
- Alejandro Medina: bajo eléctrico

Otros
- Técnicos de grabación: Eduardo Bertrón y Luis Alberto Brazzoni
- Técnicos: Roberto Labroga y Eduardo Betróon
- Fotografía: José Luis Perotta
- Asistente de fotografía: Martín Gurfin
- Diagramación: Jorge Horacio Covoh